# Luc Peetermans
Luc Peetermans (Geel, 14 januari 1964) is een Belgische politicus voor CVP / CD&V.

## Biografie
Peetermans behaalde een diploma hoger secundair onderwijs in de industriële wetenschappen aan het Damiaaninstituut in Aarschot. Hij werkte eerst in een familiale groothandel voor zuivelproducten en is sinds 1991 zelfstandig zaakvoerder van een bedrijf van slaap- en zitmeubelen.
Vanaf 1985 was Peetermans actief in de lokale CVP-afdeling in Herselt, om er mee de verjonging van de partij in goede banen te leiden. In oktober 1988 werd hij voor het eerst verkozen tot gemeenteraadslid van Herselt. Hij behaalde de hoogste persoonlijke score op de lijst van zijn partij en werd daarom in februari 1989 op 25-jarige leeftijd burgemeester van de Antwerpse gemeente. Op dat moment was hij de jongste burgemeester van het land. Hij bleef deze functie bekleden tot eind 2018, waarna CD&V in de oppositie belandde. Bij de lokale verkiezingen van oktober 2024 werd CD&V opnieuw de grootste partij in Herselt en was ze onmisbaar voor een meerderheid, zodat Peetermans in december dat jaar opnieuw burgemeester van de gemeente werd.
Van november 2009 tot juni 2010 was hij, in opvolging van Inge Vervotte, lid van de Kamer van volksvertegenwoordigers. Hij was er lid van de commissie Binnenlandse Zaken.